# 2004 a légi közlekedésben
Ez a lista a 2004-es év légi közlekedéssel kapcsolatos eseményeit tartalmazza.

## Események

### február
- február 26. – Borisz Trajkovszkit, a macedón elnököt szállító Beechcraft kisrepülőgép 7 utassal és a két személyzettel együtt lezuhant a hegyvidéken, Bosznia-Hercegovinában Stolac közelében.[1]

## Első felszállások
- február 19. – Evergreen 747 Supertanker (N470EV)[2]